# Новело
Новело (итал. Novello) је насеље у Италији у округу Кунео, региону Пијемонт.
Према процени из 2011. у насељу је живело 563 становника. Насеље се налази на надморској висини од 438 м.

## Становништво
Према резултатима пописа становништва 2011. у општини је живело 1.023 становника.
| 1931. | 1936. | 1951. | 1961. | 1971. | 1981. | 1991. | 2001. | 2011. |
| ----- | ----- | ----- | ----- | ----- | ----- | ----- | ----- | ----- |
| 1.656 | 1.626 | 1.401 | 1.076 | 969   | 810   | 879   | 931   | 1.023 |